# Белобровый поползень
Белобровый поползень (лат. Sitta victoriae) — вид птиц семейства поползневых. Эндемик Мьянмы, известный по двум локациям. Наблюдается крайне редко, ввиду ограниченности ареала и значительной угрозы естественным условиям обитания рассматривается Международным союзом охраны природы как вымирающий вид.

## Систематика
Вид относится к роду поползней. Некоторое время считалось, что Sitta victoriae и белохвостый поползень (Sitta himalayensis), делящие экологическую нишу на горе Виктория, относятся к одному и тому же виду, однако справочная литература указывает, что между ними существуют очевидные раздичия.

## Внешний вид и голос
Небольшой поползень с длиной тела 115 мм. Длина крыла у самцов от 68 до 73 мм, у самок от 67 до 69. Длина хвоста от 36 до 37,5 мм, клюва от 15 до 16,1 мм, плюсны от 14,5 до 16,5.
Спина от макушки до гузок тусклая голубовато-серая. Центральные хвостовые перья беловатые у основания внутренней части опахала и узкой полосой вдоль стержня со внешней части опахала. Ближе к концу опахала цвет переходит в голубовато-серый с тёмной кромкой у внешней части опахала, на конце с серыми вкраплениями и часто с чёрным треугольником у окончания стержня. 2-6-е хвостовые перья серо-чёрные; у конца 4-го хвостового пера на внешней части опахала маленький белый треугольник, на 5-м хвостовом пере белые пятна разной формы на обеих частях опахала, 6-е хвостовое перо пересекается наискось широкой не доходящей до верхушки белой прожилкой. Крылья серовато-бурые. Кроющие перья и маховые перья второго порядка окаймлены голубовато-серым. Внешняя часть третичных маховых перьев в основном серовато-голубая, первичные маховые перья у основания с узкой белёсой каёмкой. Клюв шиферно-серый, с более светлым надклювьем и нижней челюстью и чёрный на конце. Лоб и узкое надбровье белёсые, имеется узкая чёрная полоса вдоль глаз, расширяющаяся к задней части щёк; верхняя часть щёк и затылок светлее, чем спина, виднеющиеся белые основания перьев образуют беловатые пестрины. Верхние и задние кроющие перья уха рыжие с варьирующей насыщенностью окраски. Нижние кроющие перья уха, подбородок, горло, грудь и живот белые. Рыжая полоса от кроющих перьев уха проходит вдоль шеи и переходит в рыжеватые бока, более тёмные в задней части тела. Оперение вокруг клоачного отверстия и кроющие перья подхвостья корично-рыжие. голени серые. Подмышечное оперение голубовато-серое, низ первичных кроющих перьев угольно-чёрный, основание первичных перьев и наиболее длинные кроющие контрастно-белые. Кожа ног и пальцев тусклая желтовато-бурая или оливковая.
От белохвостого поползня явно отличается белым лбом и надбровьем, более чётко очерченной чёрной полосой вдоль глаз и более контрастной окраской нижней части тела — белая грудь и живот контрастируют с рыжеватыми боками и подхвостьем. Кроме того, у S. victoriae более короткий и тонкий клюв.

## Образ жизни и голос

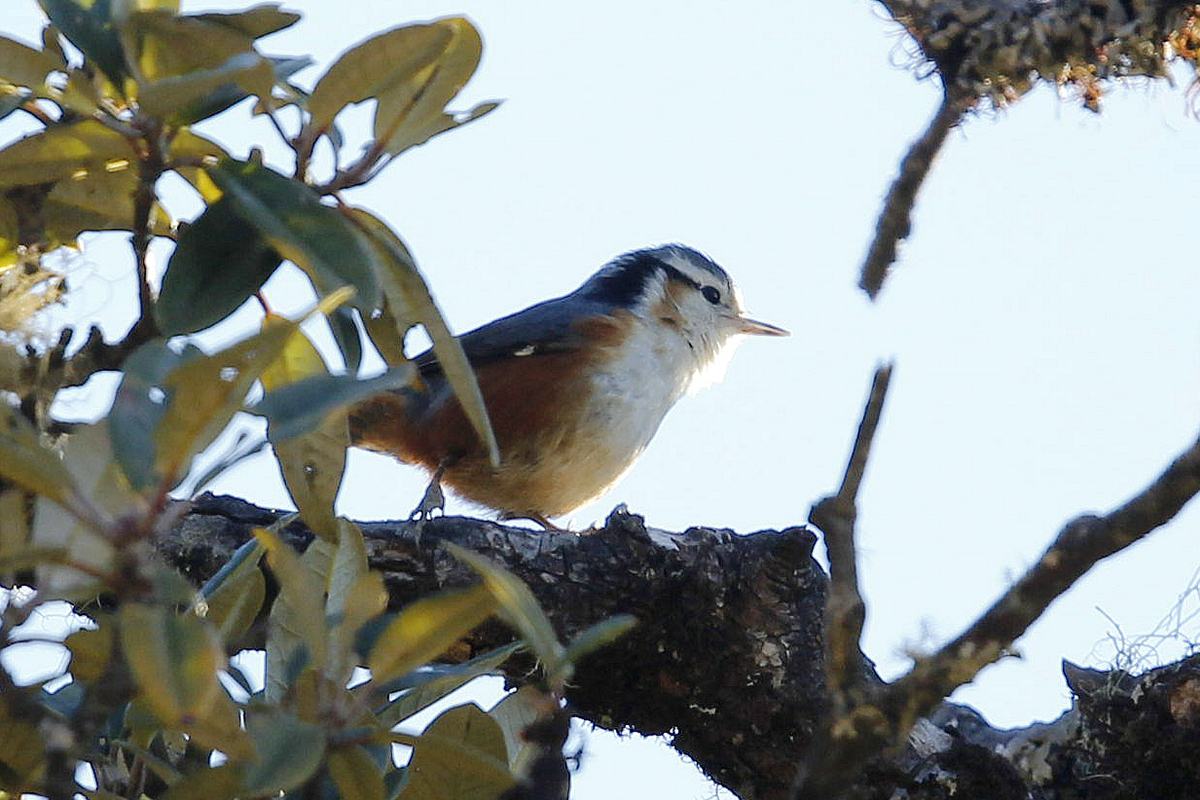
Sitta victoriae в естественной среде

Оседлая птица. Обитает на высотах от 2275 до 3005 м над уровнем моря (вероятно, выше в летнее время и ниже в зимнее), предпочитая старые дубы. Соснового леса, по-видимому, избегает.
Питается мелкими насекомыми, которых ловит во мхах, лишайниках и эпифитах, а также под отслаивающейся корой. Информации о размножении мало, однако, видимо, брачный сезон заканчивается к началу апреля; свежевылупившиеся птенцы зарегистрированы у одной пары 28 апреля, у двух других птенцы в гнезде зафиксированы в первой декаде апреля. Птенцов, возможно, кормят только самки. При постройке гнезда, в отличие от других видов поползней, входное отверстие не обмазывается глиной.
Голос — приглушённое, текучее «пит» или «плит», повторяющееся с нерегулярными интервалами, или настойчивое «пи-пи-пи» на одной ноте («поиск потерявшегося птенца»), повторяющееся по 2,5—3,5 раза в секунду с регулярными интервалами на протяжении длительного времени. Песня — громкое «ви-ви-ви» (9—12 нот с частотой до 9 нот в секунду).

## Распространение и охранный статус
Типовая локация вида — горный массив Виктория в западной части Мьянмы, на юге горного массива Чин. В 1995 году птица была обнаружена ещё в одном месте в тех же горах, в 22 км к северо-западу от первой локации. Вторая локация, как и первая, находится на территории Мьянмы. Поиски представителей вида в северной части гор Чин, на расстоянии до 300 км от горы Виктория, были безрезультатными.
Помимо того, что известный ареал вида крайне ограничен, его естественная среда обитания подвергается опасности. Лесной покров горы Виктория полностью сведён на высотах до 2000 м, а на высотах от 2000 до 2500 м серьёзно пострадал. Поскольку вырубка строевого леса выше 2300 м над уровнем моря невозможна, основная угроза среде обитания S. victoriae исходит от расчистки леса под сельскохозяйственные земли (подсечно-огневое земледелие), хотя на этих высотах такая деятельность тоже не получила широкого распространения. Птица встречается редко — в частности, в период между 1938 и 1995 годами не наблюдалась учёными ни разу. Количество взрослых особей оценивается в 2500—10 000 экземпляров. С учётом относительной малочисленности, ограниченности и раздробленности ареала и угроз естественной среде обитания Международный союз охраны природы в 1994 году присвоил S. victoriae статус уязвимого, а с 2000 года — вымирающего вида.